# Steve McCrory
Steven D. McCrory, detto Steve (Detroit, 13 aprile 1964 – Detroit, 1º agosto 2000), è stato un pugile statunitense.

## Palmarès
Olimpiadi
- 1 medaglia:
  - 1 oro (pesi mosca a Los Angeles 1984).

Giochi panamericani
- 1 medaglia:
  - 1 bronzo (pesi mosca a Caracas 1983).